# Anisomysis ijimai
Anisomysis ijimai är en kräftdjursart som beskrevs av Nakazawa 1910. Anisomysis ijimai ingår i släktet Anisomysis och familjen Mysidae. Inga underarter finns listade i Catalogue of Life.